# Карлгайнц Штокгаузен
Карлгайнц Штокгаузен (нім. Karlheinz Stockhausen) (*22 серпня 1928 — †5 грудня 2007) — німецький композитор, диригент, музичний теоретик, один з лідерів музичного авангардизму.

## Життєпис
Народився в Медраті біля Кельна 22 серпня 1928 року. 1947 року вступив до кельнської Вищої музичної школи, пізніше вчився в Парижі у Олів'є Мессіана і працював у студії конкретної музики (фр. musique concre'te) П'єра Шеффера. Електронні твори Штокгаузена (1953—1954) з'явилися першим нотованими і виданими творами електронної музики.
В 1960-ті роки Штокгаузен став одним з лідерів серіальної музики і одним із перших європейських творців алеаторичної музики.
З 1963 року керував студією електронної музики Західно-німецького радіо. Виступав як диригент, піаніст і звукорежисер з виконанням власних творів. Випустив ряд праць із проблем музичного часу, психології сприйняття.
У багатьох творах композитора 1960-х років передбачається жива інтерпретація (live performance) електронних звучань. Так, в «Мікрофонії-1» двоє виконавців різноманітними способами видобувають звук на там-тамі, двоє — знімають звук мікрофонами на близькій відстані від поверхні там-тама, та ще двоє керують обробкою отриманого звуку. Серед інших творів 1960-х років, що належать до різних жанрів і стилів, — «Телемузика» (що містить цитати з японської традиційної музики) і «Гімни» в електронному й конкретному звучанні.
у 70-ті роки композитор повертається до точно фіксованих композицій, але вже побудованих за іншими принципами, зрозумілішими для слухача, ніж конструктивізм ранніх творів. Цей розвиток призвів до того, що, починаючи з 1977 року, Штокгаузен відмовився від компонування окремих творів, а працював уже лише над великими «циклами творів» із приблизно визначеною попередньою структурою.

## Творчість і світогляд
Образна і світоглядна сфера мислення Штокгаузена перебуває в тісному зв'язку з його творчістю, яка заснована на серіальних методах композиції та інтуїції. В своїй музиці Штокгаузен послідовно втілює власне сприйняття Всесвіту, у якому, на думку композитора, все пов'язано між собою та все має свій музичний вимір.
Карлгайнц Штокгаузен — апологет т. зв. нової або новітньої музики, «лідер світового авангарду» за висловом Юрія Холопова. Ставлення Штокгаузена до музики має ряд ознак, кардинально відмінних від концепції музики, яка була притаманна епосі романтизму, хоч і не позбавлене зв'язків з традицією.

### Космологічна концепція музики
Для Штокгаузена музика — це віддзеркалення, насамперед, будови Всесвіту, а не людських переживань та емоцій. І. В. Чернова зазначає: «Головна ж антитеза Штокгаузена європейській класичній концепції полягає в усуненні суб'єкт-об'єктної опозиції як світоглядної основи. Музика тепер сприймається <…> як об'єктивне явище природи, частинкою якого є й сама людина, що відкриває музику особистим духовним зусиллям». Деякі дослідники вбачають в ставленні Штокгаузена до музики певні паралелі із античним (піфагорійським) та середньовічним трактуванням музики. Для Штокгаузена музика — це вібрації, якими пронизаний увесь Всесвіт, від найдрібніших елементарних частинок до планет, зірок та людської душі:
|  | «Кожен об'єкт у світі, аж до найменшого атома, створює хвилі, які можуть бути перенесені в сферу акустики». |

Іншою метафорою, до якої часто вдається композитор, є «розширення свідомості». Штокгаузен розглядає життя як постійний прогрес, однією зі складових якого є еволюція людської свідомості і сприймання світу, зокрема музики: рух від матеріалістичного мислення до мислення духовними категоріями.
Ще одним важливим символом у творчості Штокгаузена є спіраль, яка символізує постійну еволюцію Всесвіту, людської свідомості й духу, а також ілюструє синтез перпендикулярних сил в єдине ціле. Окрім того Штокгаузен використовує в своїй творчості послідовності Фібоначчі, прояви яких також можна знайти в живій природі.
Отож, як зазначає Альседо Конен, для Штокгаузена «сенс компонування музики — відтворити Всесвіт та дати людям нагоду розширити їхню свідомість».
Наприклад, співвідношення між «вібраціями Всесвіту» Штокгаузен переносить у музику шляхом застосування послідовності пропорцій; ідею континууму — шляхом побудови «хроматичних шкал» між різними якостями музичних явищ.

### Серіалізм як спосіб мислення
Космічна, неантропоцентрична концепція музики тісно пов'язана у Штокгаузена із серіалістичним підходом до композиції. Серіалізм важливий для Штокгаузена не лише як техніка композиції, а й як спосіб втілення в музиці своєї світоглядної концепції, завдяки чому ця техніка, починаючи від твору Mantra, поступово еволюціонувала у метод композиції формулами (Formelkomposition).
Серіалізм як творчий метод передбачає використання певної рівномірно розподіленої шкали для висоти звуку, ритму, градацій тембру та інших параметрів музичної композиції, на яку проектується початкова серія, або ряд значень, які зберігаються протягом усього твору. Ці значення можуть бути як фіксованими величинами, так і пропорціями величин між собою. Кожен з елементів серії чи ряду повинен бути використаний не більше й не менше разів, ніж решта елементів цієї ж серії.
Таким чином досягається цілковите рівноправ'я усіх елементів музичної тканини, що позбавляє твір «суб'єктивності», тяжіння до якогось тонального центру чи чергування напруги з розв'язкою, що є основним для музики попередніх епох. Таке «антисуб'єктивне» трактування музичного твору є тісно пов'язаним зі світоглядом Штокгаузена, згідно з яким музика є віддзеркаленням будови Всесвіту, а не бажань людини.
В пізніших творах Штокгаузен використовує техніку композиції, яку він називає композицією формулами. Формула, як і серія, задає єдине «зерно», своєрідну ДНК музичної композиції. Але, на відміну від серії, формула є не просто набором однорідних значень, а вже завершеною мелодично-ритмовою структурою, в той час як серія могла розвиватись незалежно в сфері ритму, висоти звуку й форми твору. Формула — це короткий музичний фрагмент, із якого «проростає» ціла композиція. Таким чином формула у Штокгаузена є продовженням ідеї серії. При тому деякі формули у творах Штокгаузена є одночасно серіями — мелодична лінія зберігає закони серіалізму.

### Час як основний елемент музики
У статті «The Concept of Unity in Electronic Music» (в німецькомовному оригіналі «Die Einheit der musikalischen Zeit») Штокгаузен наголошує на тому факті, що висота звуку, яку сприймає людина, є часовим показником, бо вона залежить від частоти коливань (чим більша частота коливань, тим «вищим» сприймається звук). На основі цього спостереження Штокгаузен вибудовує музично-теоретичну концепцію, згідно з якою основним елементом музичної композиції є час; а також пропонує єдину шкалу, яка об'єднує ритмічні, звуковисотні, темброві смуги частот, і навіть форму твору.
Єдина шкала музичного часу, яку пропонує Штокгаузен, охоплює проміжки часу довжиною від 1/13000 секунди (відповідає коливанню із частотою 13 кГц) до, приблизно, 15 хвилин і далі. Ця шкала ділиться на три основні часові сфери:
1. сфера частот (включає тембр): 1/13000 с — 1/16 с
  - сфера гармонії/мелодії: 1/6000 с — 1/16 с
2. сфера ритму: 1/8 с — 8 с
3. сфера форми: 8 с — від 15 до 60 хв

Кожна із часових «сфер» охоплює приблизно 7 октав, якщо за октаву взяти різницю у частоті, яка відповідає пропорції 1:2.
Це дає можливість послідовного використання серіального принципу організації музичного матеріалу. Втім, конкретний метод втілення серіальних принципів композиції може кардинально відрізнятись між різними творами Штокгаузена, адже майже до кожного свого твору він ставиться як до нового творчого експерименту, і, отже, шукає нових способів втілення власних ідей в музиці.

## Основні твори
- Kreuzspiel («Перехресна гра») для гобоя, бас-кларнета, фортепіано, і трьох ударників (1951)
- Punkte для оркестру (1952)
- Klavierstücke I—IV (1952—1953), Klavierstücke V—X (1954—1955), Klavierstück XI (1956) («Фортепіанні п'єси»)
  - Окрім них Штокгаузен написав ще 8 Klavierstücke (до номера XIX включно), але деякі з них використовують синтезатор чи електронні звучання разом чи замість фортепіано
- Kontra-Punkte для флейти, кларнета, бас-кларнета, фагота, труби, литавр, фортепіано, арфи, скрипки, віолончелі (1953)
- Електронні «Етюди» Studie I та Studie II (1953, 1954)
- Gesang der Jünglinge («Спів юнаків»), електронна композиція (5- або 4-канальна) (1955—1956)
- Gruppen («Групи») для трьох оркестрів (1955—1957)
- Zeitmasse («Міри часу») для п'яти дерев'яних духових (1956)
- Kontakte («Контакти») в двох версіях (1958—1960):
  - електронна композиція на магнітофонній плівці (4-канальній)
  - для фортепіано, ударних інструментів та електронної музики на плівці
- Zyklus («Цикл») для одного виконавця на ударних інструментах (1959)
- Carré для чотирьох оркестрів і чотирьох хорів (1959—1960)
- Momente («Моменти») для сопрано, чотирьох хорових груп, чотирьох труб, чотирьох тромбонів, двох електроорганів і трьох ударників (1962—1964)
- Mikrophonie I («Мікрофонія I») для там-тама та шести виконавців: двоє грають на там-тамі, двоє знімають звук мікрофонами, та ще двоє керують фільтрами (1964)
- Miktur для п'яти оркестрових груп, синусоїдних генераторів і чотирьох кільцевих модуляторів (1964)
- Mikrophonie II («Мікрофонія II») для дванадцяти вокалістів, органа Гаммонда і чотирьох кільцевих модуляторів (1965)
- Telemusik («Телемузика»), електронна композиція (1966)
- Hymnen («Гімни»), 4-канальна електронна композиція (1966—1967)
- Prozession («Процесія») для там-тама, смичкового альта, електроніума (або синтезатора), фортепіано, мікрофонів, фільтрів, потенціометрів (1967)
- Stimmung для двох сопрано, мецо-сопрано, тенора, баритона, баса і шести мікрофонів (1968)
- Aus den sieben Tagen («З семи днів»), п'ятнадцять текстів інтуїтивної музики (1968)
- Für kommende Zeiten («З прийдешніх часів»), сімнадцять текстів інтуїтивної музики (1968—1970)
- Spiral для солістів та короткохвильового приймача (1969)
- Mantra для двох фортепіано, вуд-блоків, кроталей і двох кільцевих модуляторів (1969—1970)
- Trans для оркестру і магнітофонної плівки (1971)
- Inori («Поклоніння») для одного або двох мімів-солістів і оркестру (1973—1974)
- Tierkreis («Знаки Зодіаку»), дванадцять мелодій для мелодійного і (або) гармонійного інструмента (1975)
- Sirius для сопрано, баса, труби, бас-кларнета и електронної музики (1975—1977)
- LICHT. Die sieben tage der woche («СВІТЛО. Сім днів тижня»), цикл із семи опер (гепталогія) (1977—2003)
  - «Четвер» (Donnerstag aus LICHT, 1978—1981)
  - «Субота» (Samstag aus LICHT, 1981—1983)
  - «Понеділок» (Montag aus LICHT, 1984—1988)
  - «Вівторок» (Dienstag aus LICHT, 1977, 1987—1991)
  - «П'ятниця» (Freitag aus LICHT, 1991—1994)
  - «Середа» (Mittwoch aus LICHT, 1993—1998)
  - «Неділя» (Sonntag aus LICHT, 1998—2003)
- Klang («Звук. 24 години дня»), цикл композицій (2004—2007)
  - Година друга. «Дружба» (Freude) — для двох арф (2005)
  - Година третя. «Натуральні звучання» (Naturliche Dauern) для фортепіано (2005—2006)
  - Година четверта. «Небесні Ворота» (Himmels Tur) для ударника і маленької дівчинки (2005)
  - Година тринадцята. «Космічні пульси» (Cosmic pulses), електронна композиція (2006—2007)